# Acocota
Acocota är en ort i Mexiko.   Den ligger i kommunen Acajete och delstaten Veracruz, i den sydöstra delen av landet, 220 km öster om huvudstaden Mexico City. Acocota ligger 2 637 meter över havet och antalet invånare är 417.
Terrängen runt Acocota är huvudsakligen kuperad, men söderut är den bergig. Runt Acocota är det ganska tätbefolkat, med 90 invånare per kvadratkilometer. Närmaste större samhälle är Xalapa, 15,2 km öster om Acocota. I omgivningarna runt Acocota växer i huvudsak blandskog.